# مناف رمضان
مناف رمضان لاعب كرة قدم سوري سابق ومدرب حالي ل نادي جبلة السوري الذي ينافس في الدوري السوري الممتاز.

## بداياته
بدايته كانت في نادي سراقب عام 1981 بفئة الناشئين ثم انتقل إلى نادي الحرية عام 1985 ولعب له بفئة الشباب والرجال وفي عام 1987 انتقل ل نادي جبلة وخلال هذه الفترة مثل منتخب سوريا للشباب والرجال.

## هدفه التاريخي
في عام 1988 سجل هدفا تاريخيا بمرمى نادي الضفتين الأردني في بطولة الأندية العربية، والذي كانت بطريقة الدبل كيك.